# 圣尼古拉斯历史区

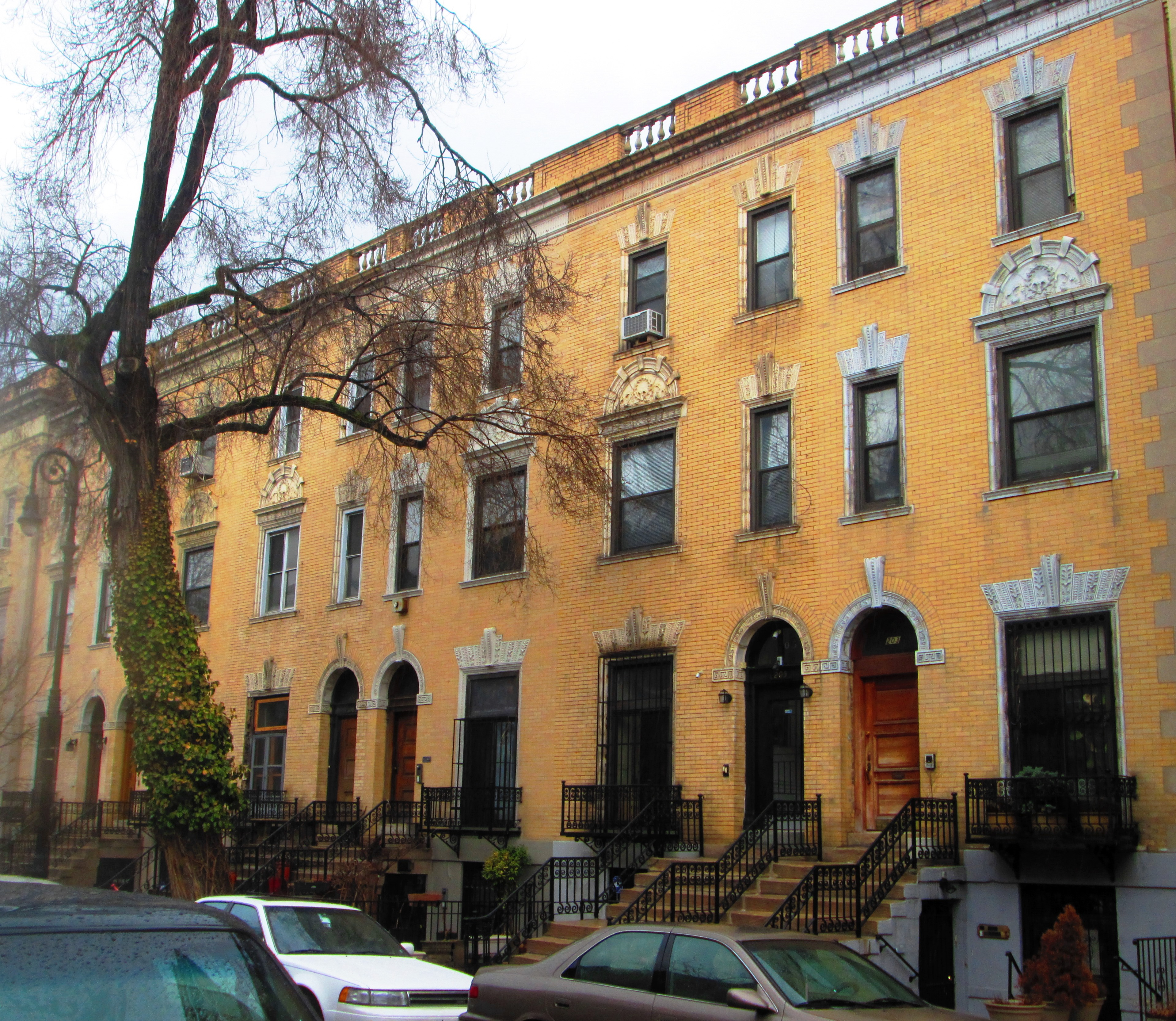

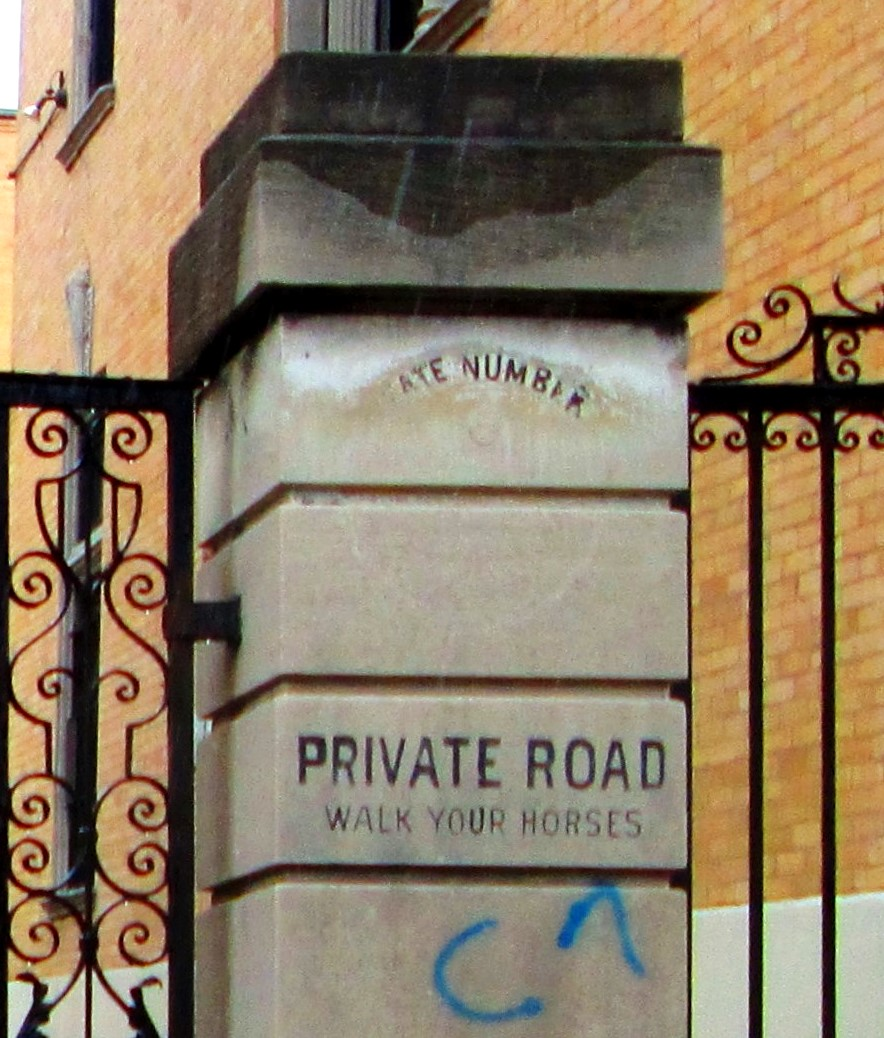

圣尼古拉斯历史区（St. Nicholas Historic District，俗称Striver's Row）是一个美国历史区，位于纽约市曼哈顿哈莱姆区西138街和西139街两侧，介于小亚当·克莱顿·鲍威尔大道（第七大道）和弗雷德里克·道格拉斯大道（第八大道）之间。该区于1967年列为纽约市地标，于1975年列入国家史迹名录。该区以排屋住宅为主，由开发商小大卫 H. 金开发，由建筑师设计，建于1891年至1893年。这些建筑被称为纽约市建筑瑰宝， 是“19世纪晚期城市设计的杰出典范”： 包括三组建筑物：
- 西138街南侧（偶数），小亚当·克莱顿·鲍威尔大道2350-2354号的红砖和褐石建筑，由詹姆斯·布朗·罗德设计，乔治复兴风格；
- 西138街北侧（奇数）、西139街南侧（偶数），小亚当·克莱顿·鲍威尔大道2360-2378号的黄砖、白色石灰石和陶瓦建筑，殖民复兴风格，由布鲁斯·普莱斯和克拉伦斯S.卢斯设计；
- 西139街北侧（奇数）、小亚当·克莱顿·鲍威尔大道2380号的黑砖，褐石和陶瓦建筑，为新意大利文艺复兴风格，由斯坦福·怀特设计[1][2][5]。